# Sambucus tigranii
Sambucus tigranii là một loài thực vật thuộc họ Adoxaceae. Đây là loài đặc hữu của Armenia.